# Филы
Фи́лы, или Филе, или Филэ (араб. فيله‎, лат. Philae, греч. Φιλαί или Φίλαι, от егип. П-и-лак, что значит «остров Лак» или, возможно, «остров Конца») — остров посреди Нила, на котором, по древнеегипетским поверьям, был погребён Осирис. В античности к нему применялся эпитет «недоступный»: на священной земле могли жить только жрецы, даже птицы и рыба якобы избегали его берегов. Ещё раньше остров служил перевалочным пунктом для торговли фараонов с Нубией. Как и Абу-Симбел, состоит под охраной ЮНЕСКО как памятник Всемирного наследия.
Древние авторы называли Филами два небольших острова у первого порога Нила. Собственно Филе из них меньший (до затопления — 380 метров в длину и 120 метров в ширину), но более интересный для историков и археологов. При Птолемеях остров был плотно застроен зданиями, при сооружении которых использовался гранит из близлежащих карьеров, и многие из построек сохранились до нашего времени.
На острове сделана последняя известная надпись египетскими иероглифами в 394 году н. э. — Надпись Исмет-Ахома.

## История

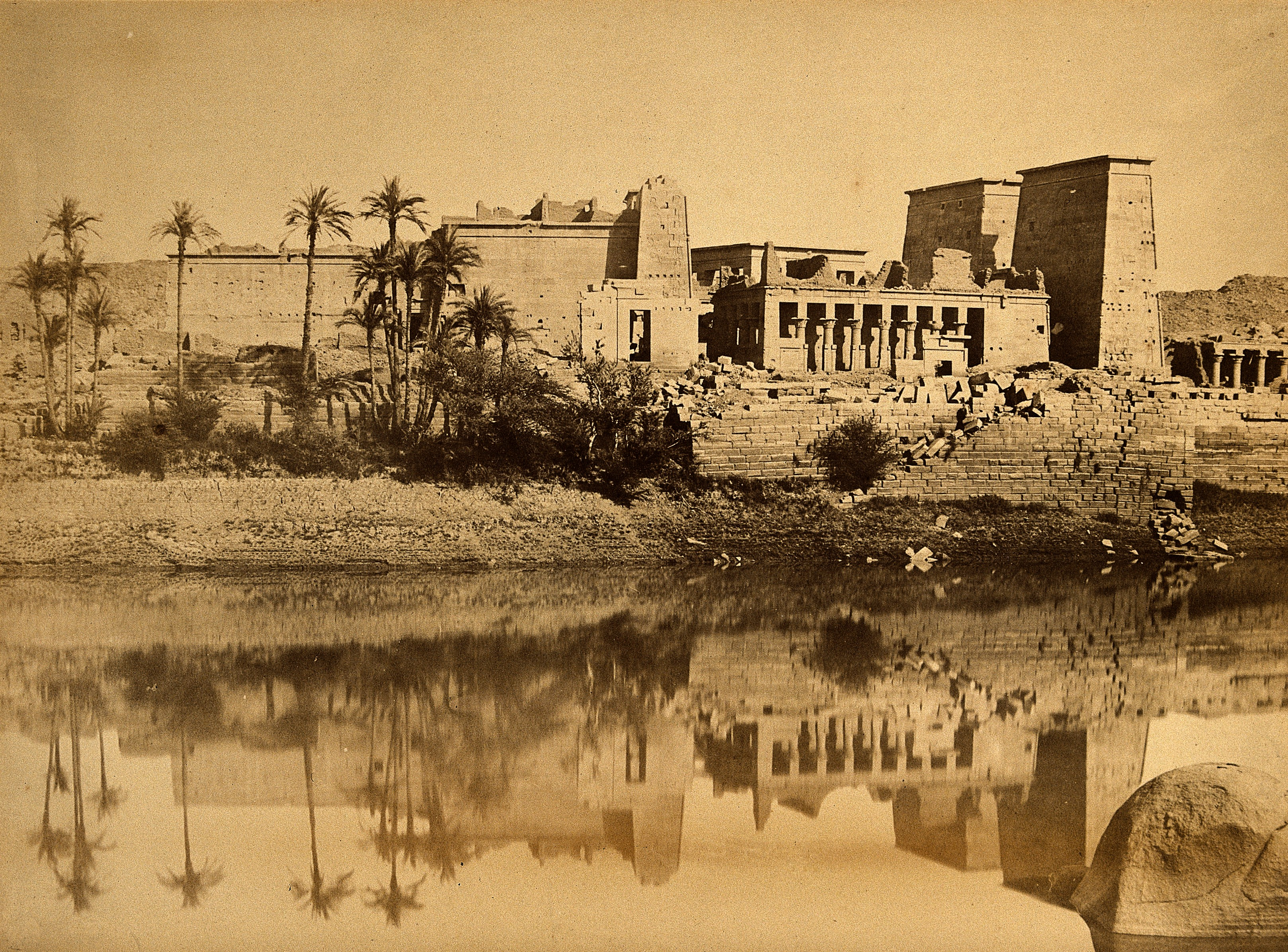
Пилон храма Исиды и колоннада в 1870-х гг.

Нектанеб I в IV веке до н. э. воздвиг на южной оконечности острова храм в честь богини Хатхор. Его почин поддержали Птолемеи и первые римские правители Египта. За двойными пропилеями высились гранитные львы, каменные клетки для священных ястребов и два тринадцатиметровых обелиска. На стенах храма были высечены рельефы со сценами из жизни Осириса. Храм в Филе — исключительное по полноте свидетельство эволюции традиций древнеегипетского искусства в период эллинизма.
Храм в Филах просуществовал до времён Юстиниана — едва ли не последнее языческое святилище на землях Византии. Связано это было с тем, что его считали посвящённым Исиде, которая в поздней античности отождествлялась с Кипридой и сближалась с Богородицей.
Блеммии с нагорий Красного моря посещали египетский храм Исиды вопреки указу Феодосия I о закрытии всех египетских храмов (392 год). В 535—537 годах император Юстиниан повелел закрыть храм, схватить жрецов, а статуи доставить в Константинополь. Египетский храм посвятили Святому Стефану, позже возвели ряд церквей. Древние египетские рельефы впоследствии систематически уничтожались христианскими монахами и радикальными иконоборцами.

### Судьба памятников в Новое время

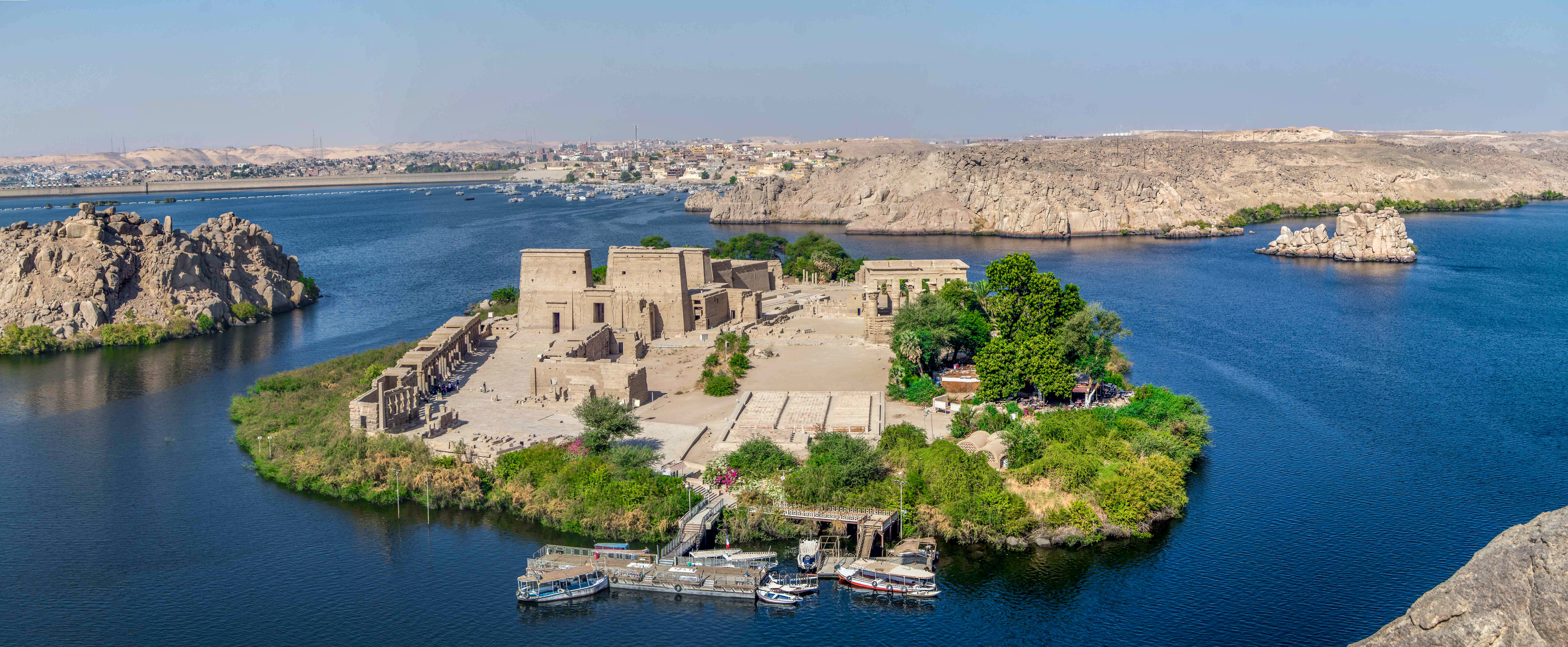
Современный вид комплекса на острове Агилкия

В XVIII и XIX веках египетские древности исследовались французскими (во время похода Наполеона в Египет) и английскими учеными. Так, обелиск с острова Филы с двуязычной надписью греческими буквами и египетскими иероглифами был обнаружен английским египтологом У. Дж. Бэнксом. Его расшифровка в египетской записи имён Птолемея и Клеопатры, подтверждённая в дальнейшем Томасом Юнгом и Жаном-Франсуа Шампольоном, помогла Шампольону в понимании всего комплекса египетского иероглифического письма (включая Розеттский камень)

. Сам же обелиск, как и многочисленные другие памятники Древнего Египта, оказался вывезен в Европу — он пополнил египетскую коллекцию Бэнкса в его родовом поместье в Кингстон-Лейси (англ. Kingston Lacy), которое находится под опекой Национального фонда объектов исторического интереса либо природной красоты Великобритании и доступно для посещения публикой.
В XX веке перед учёным сообществом встала проблема сохранения эллинистического наследия Филе ввиду угрозы затопления острова водами рукотворного водохранилища Насер после сооружения Асуанской плотины. Уже первая дамба, сооружённая в 1902 году англичанами, подтопила часть острова, что нанесло невосполнимый урон памятнику — была утрачена полихромия рельефов, разрушены некоторые части сооружений. При сооружении Асуанского водохранилища (1960) ЮНЕСКО выступило с инициативой о переносе храма на Элефантину. Памятник был тщательно обмерян и сфотографирован, после чего в 1970-е годы каменные блоки были перевезены и вновь собраны на острове Агилкия, расположенном в 500 метрах вверх по течению.

## Галерея

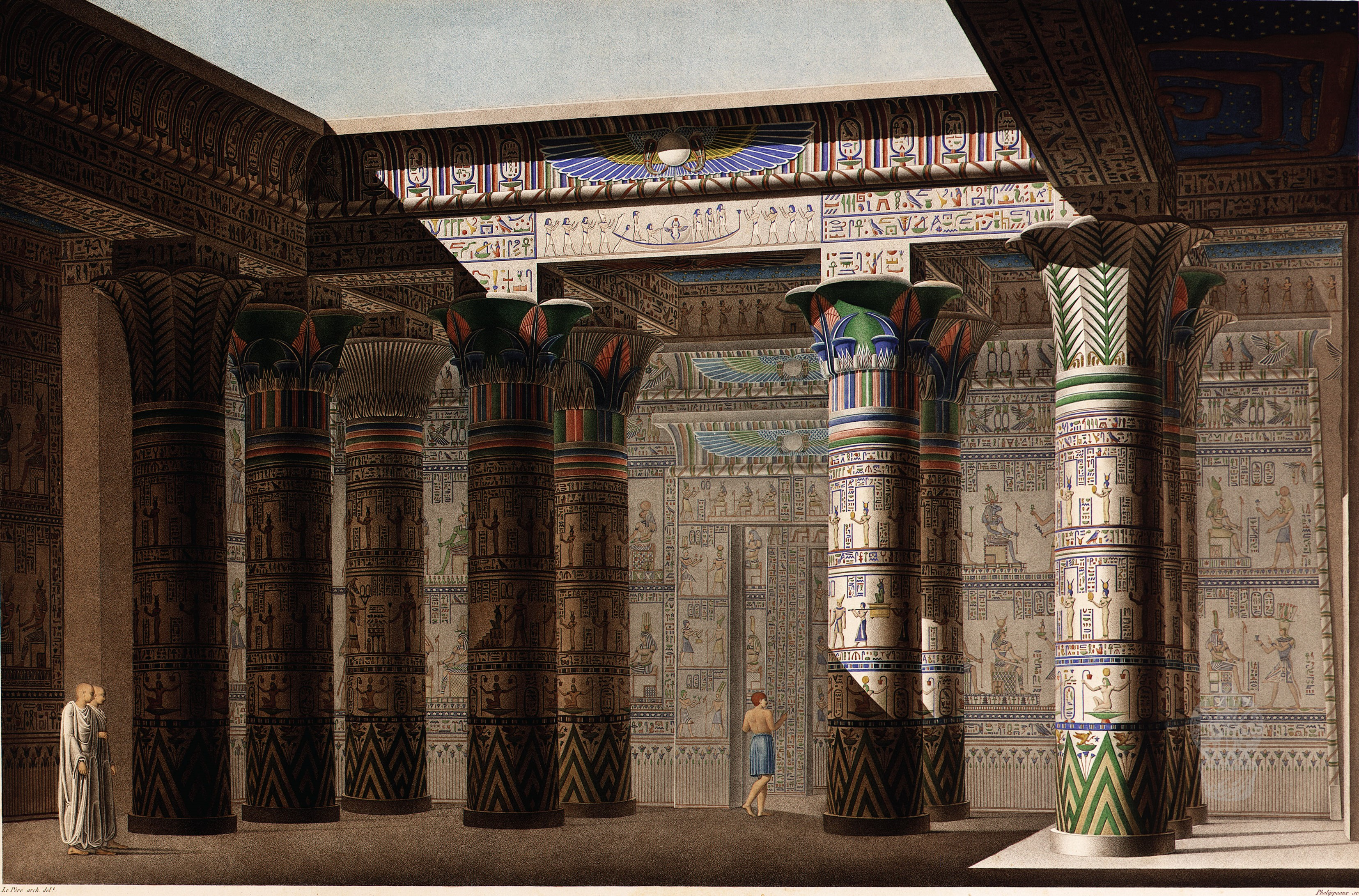
Гипостильный зал. Иллюстрация из книги «Description De L'Egypte» (1821-1822)
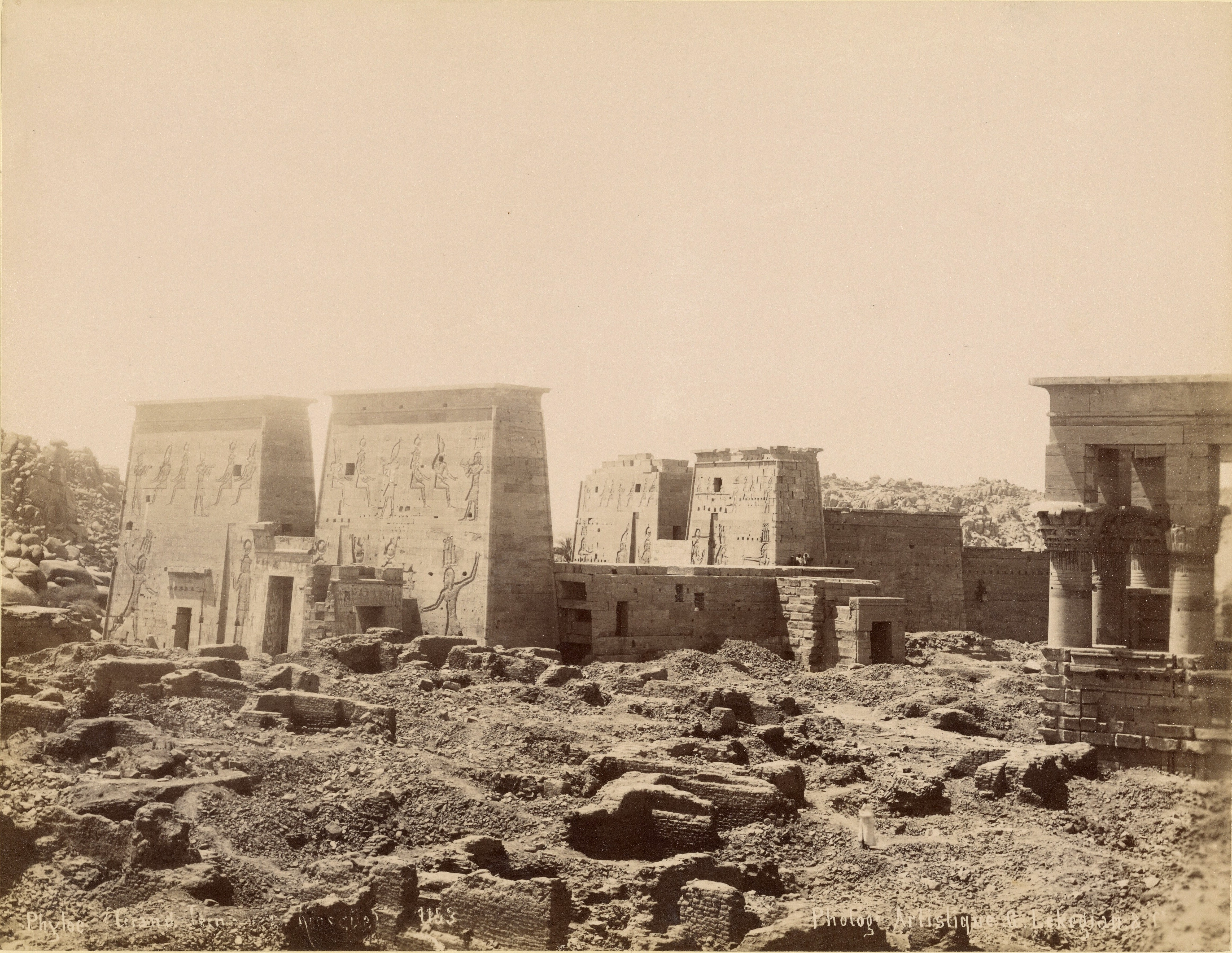
Пилон храма Исиды и колоннада в 1880-е годы
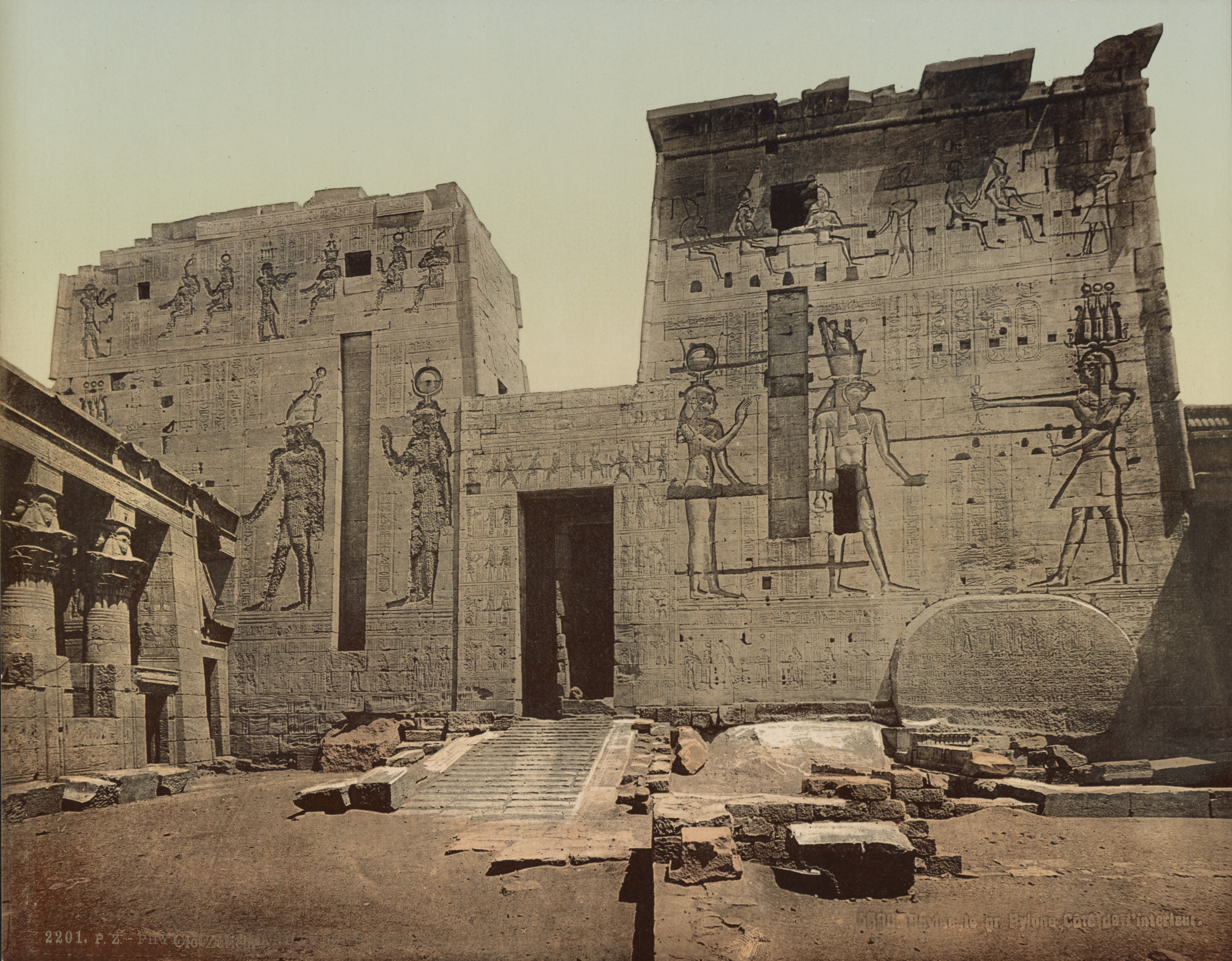
Пилон храма Исиды в начале 1890-х годов
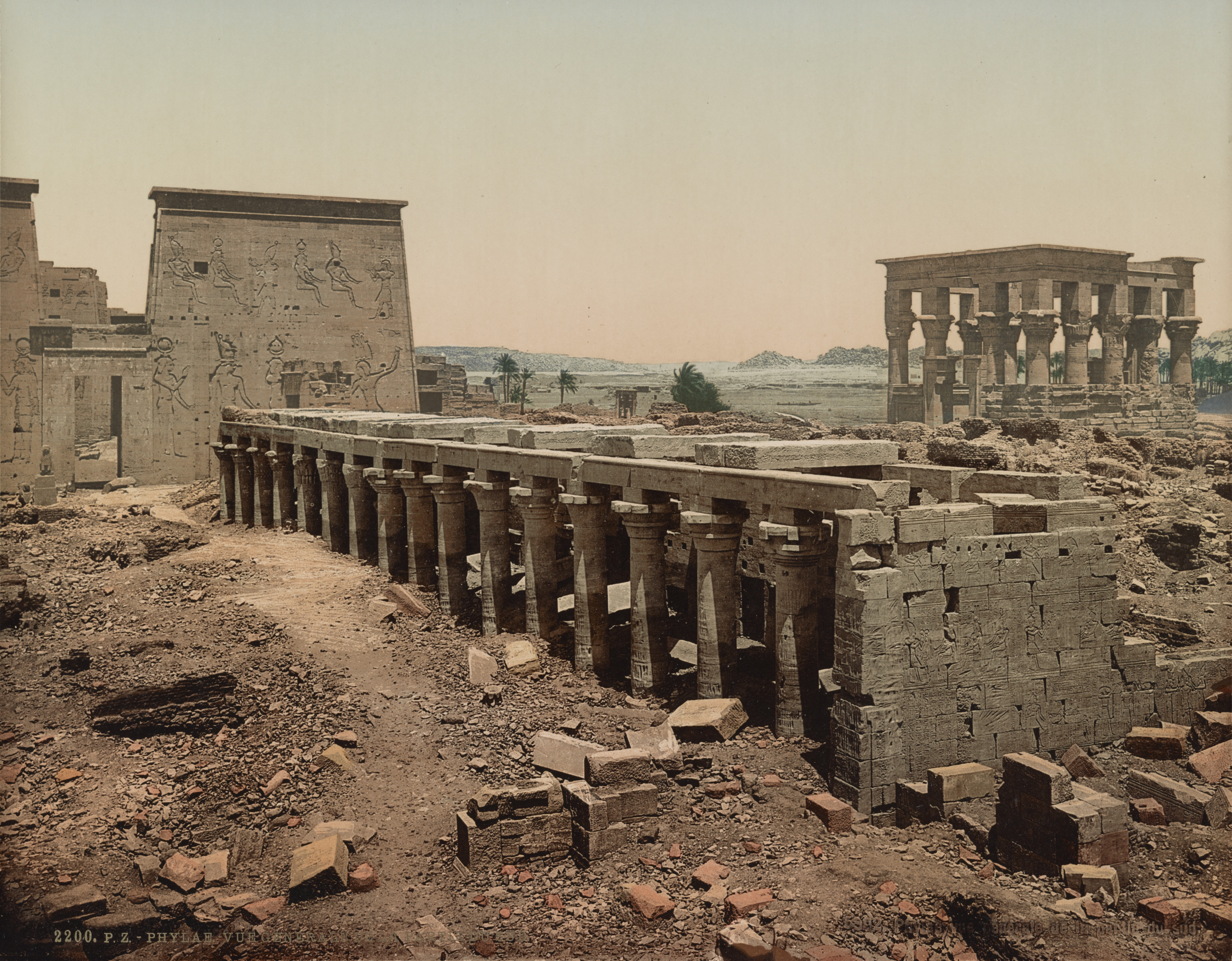
Остатки храма Исиды в начале 1890-х годов
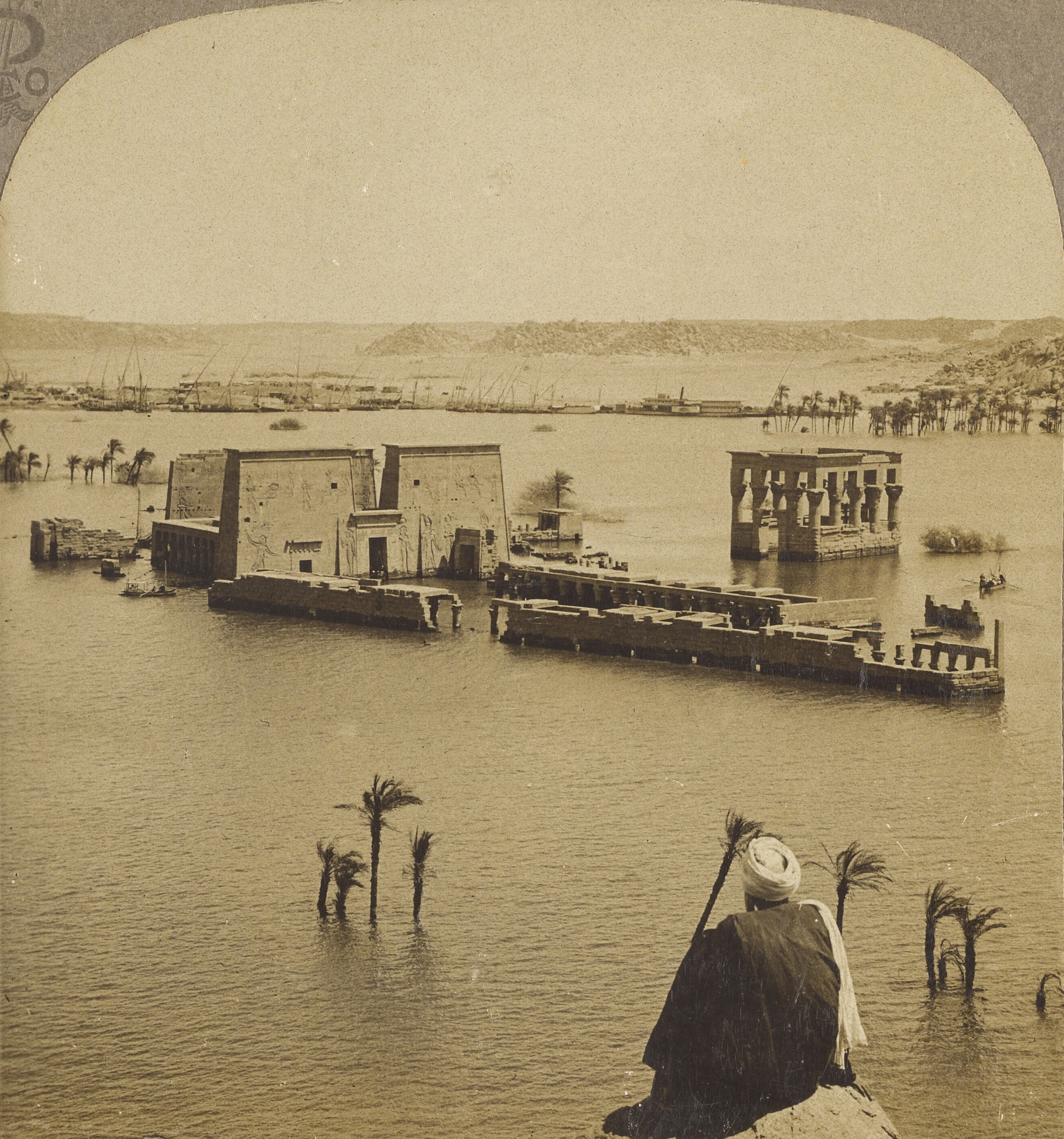
Филы, подтопленные плотиной. 1904
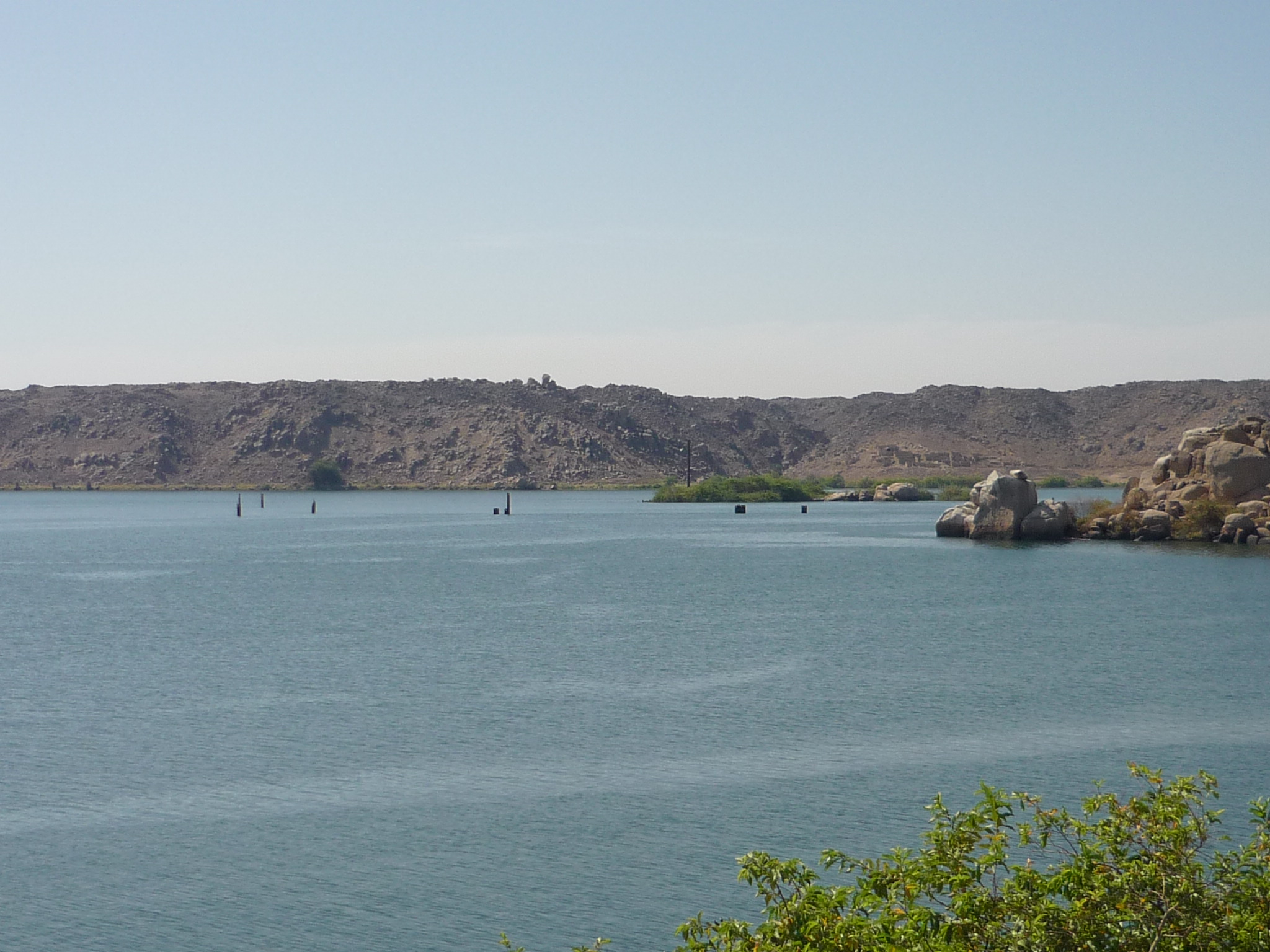
Место, где высился остров Филы до затопления
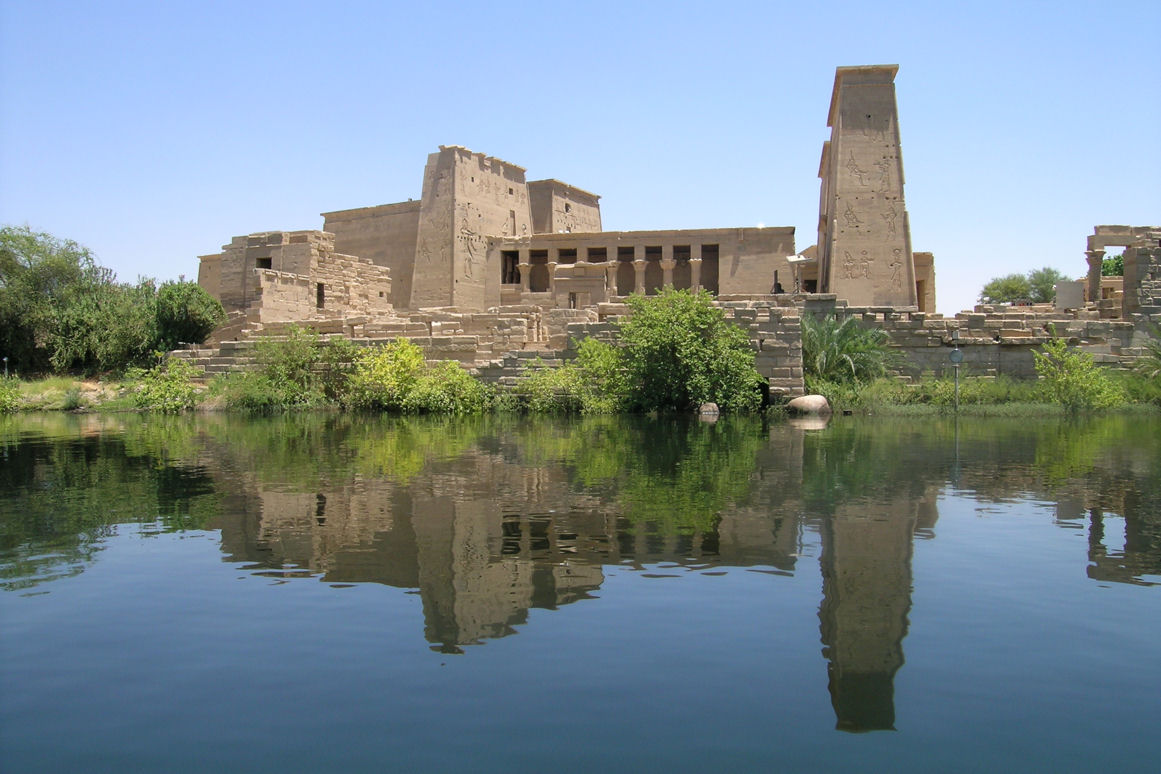
Храм, перенесённый в 1970-х на остров Агилкия[англ.]
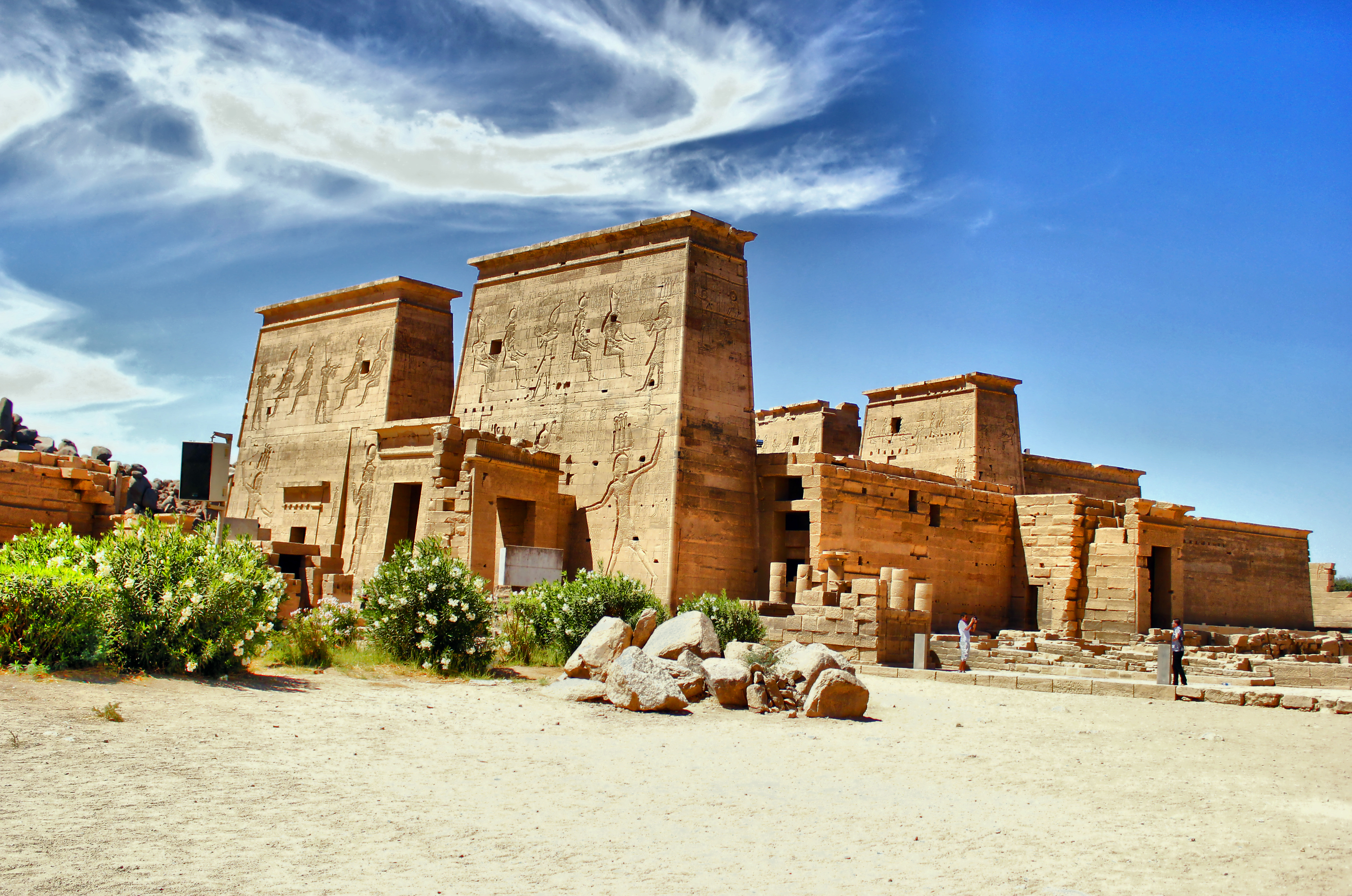
Храм Исиды
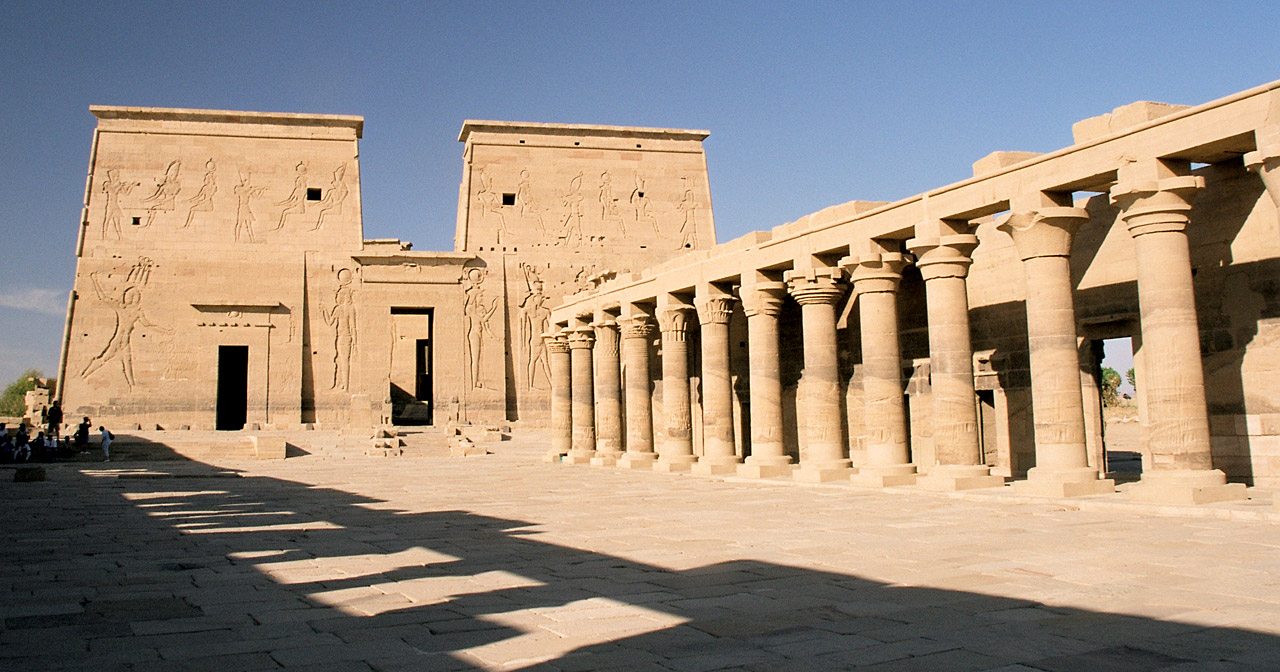
Первый пилон и колоннада
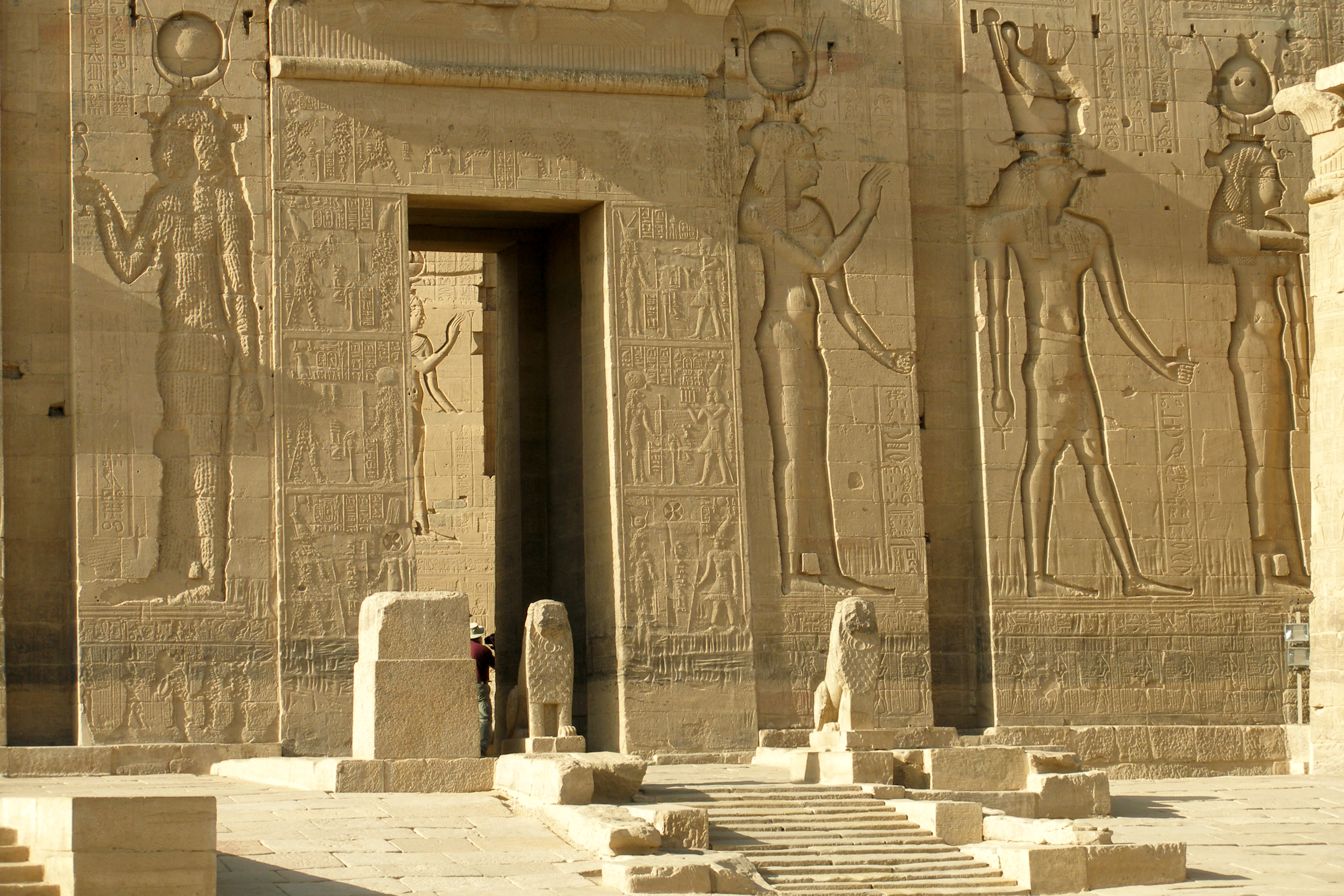
Барельефы первого пилона
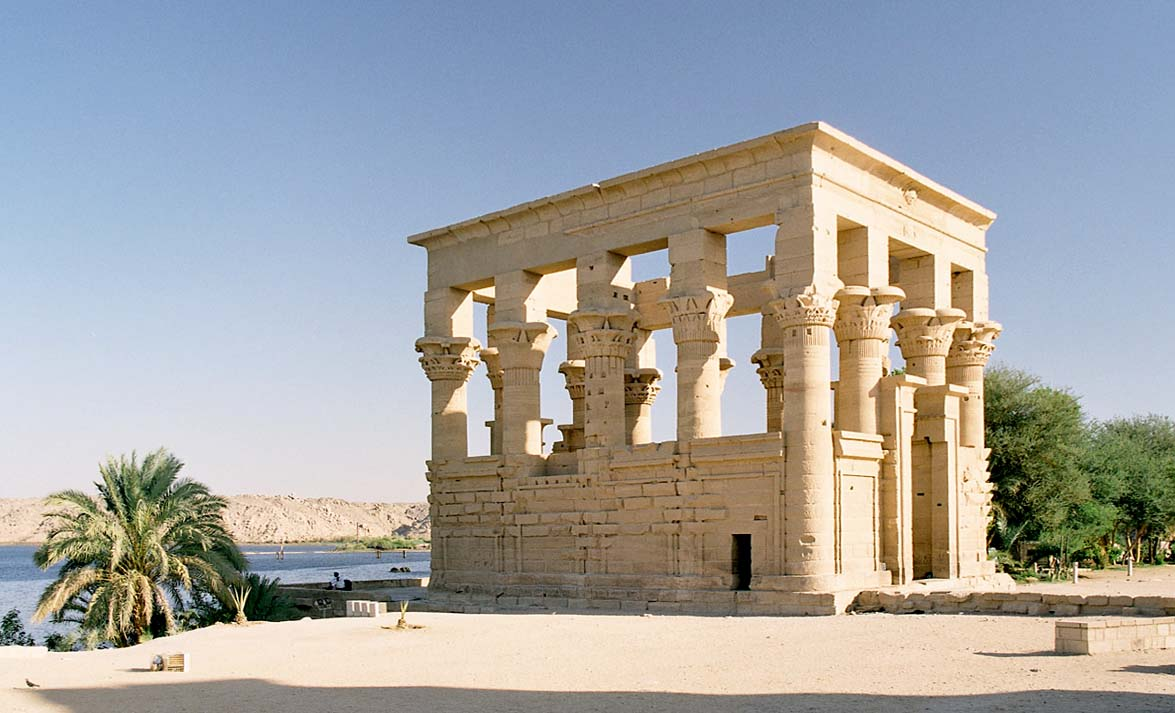
Киоск Траяна
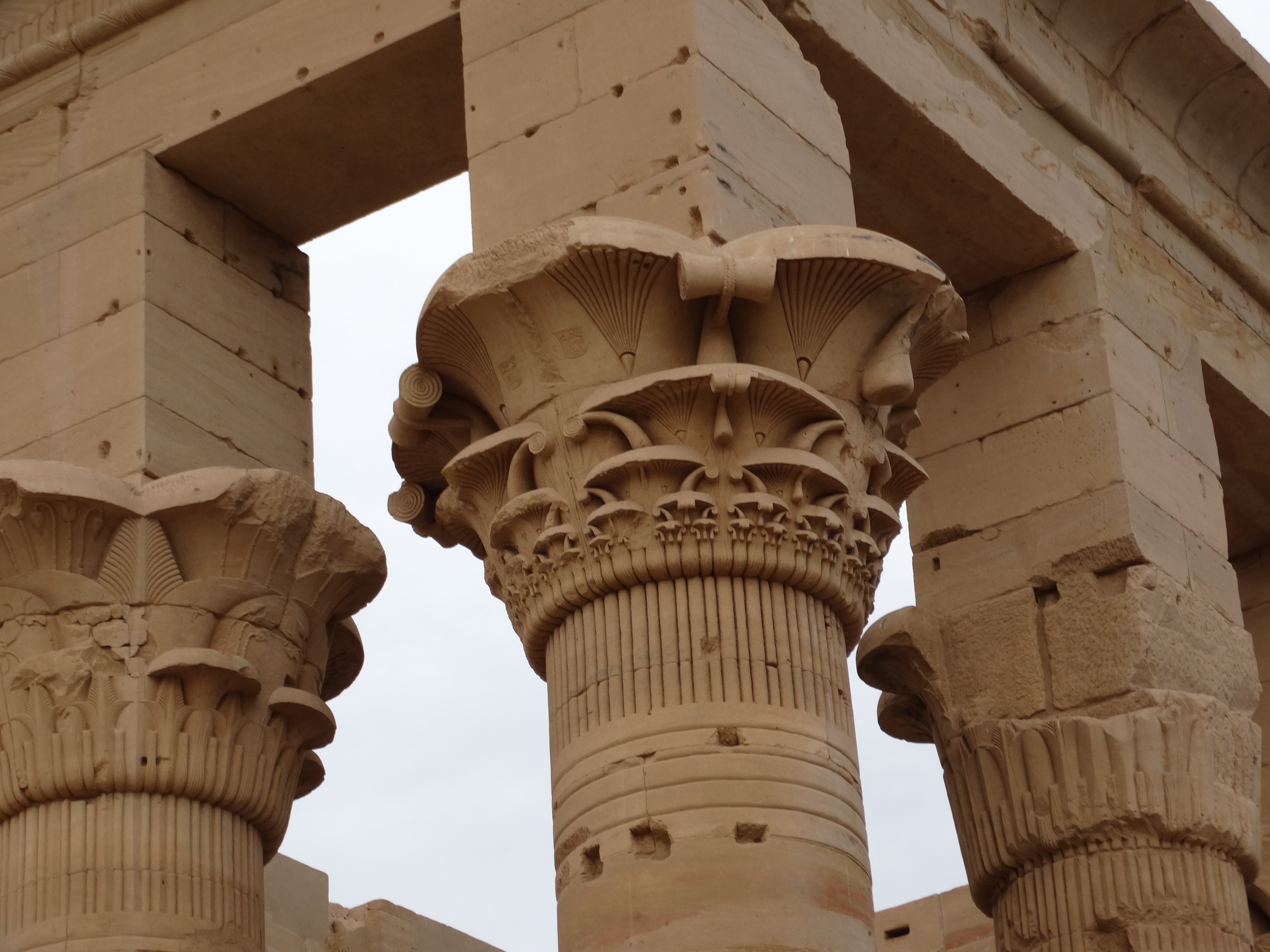
Один из капителей храма